# Oshawa Car Assembly

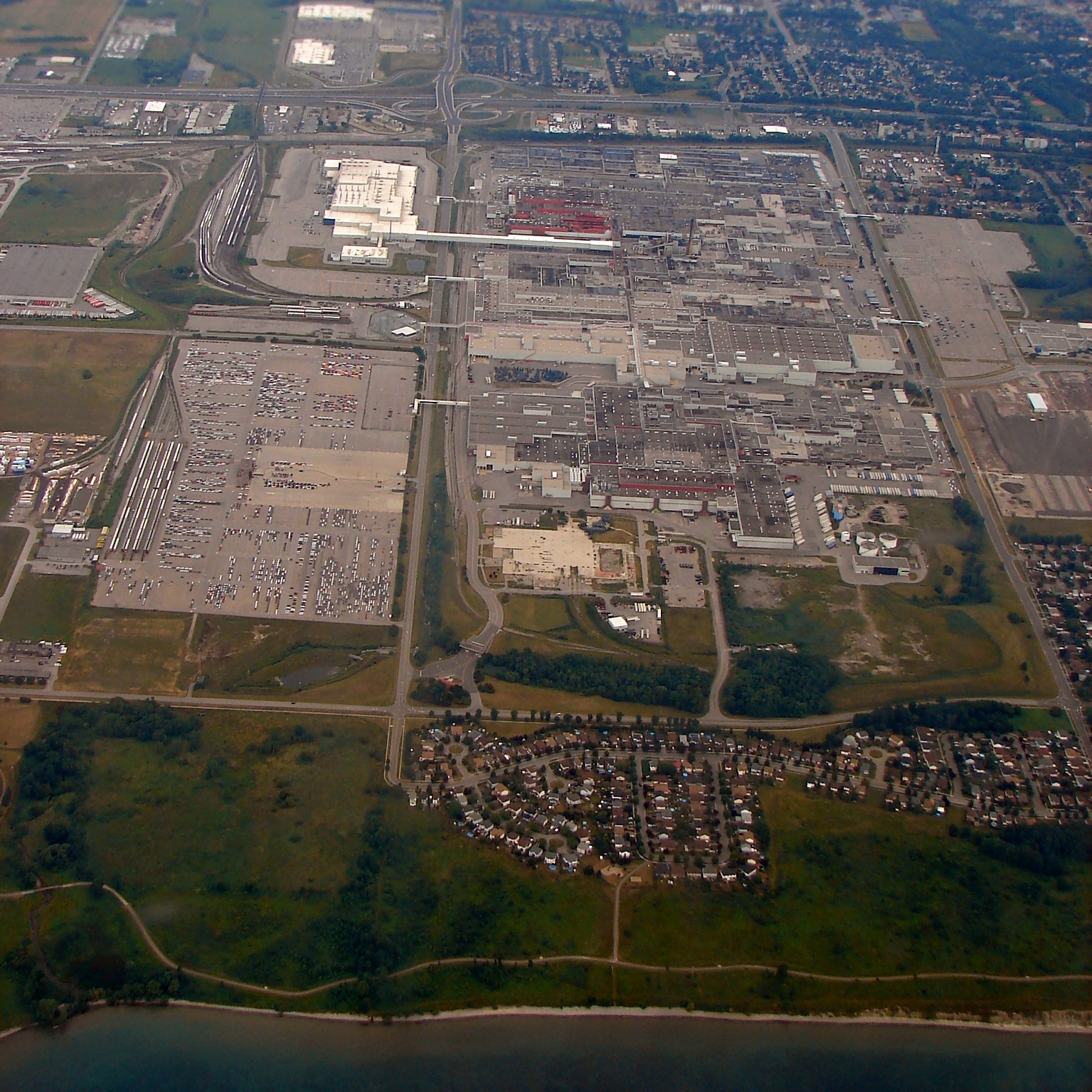
Luftaufnahme von GM Oshawa

Die Oshawa Assembly ist eine Produktionsstätte von General Motors in der kanadischen Stadt Oshawa am Ontariosee.

## Werk
Die Produktionsfläche erstreckt sich über 930.000 m². Durch Zusammenlegung von zwei Produktionslinien wurde das Werk 2008 in eine Art flexible Produktionsstätte umgebaut. Auf dem Gelände befindet sich auch das Canadian Regional Engineering Centre. Es arbeiten ungefähr 5.900 Angestellte im Werk.

## Produktion

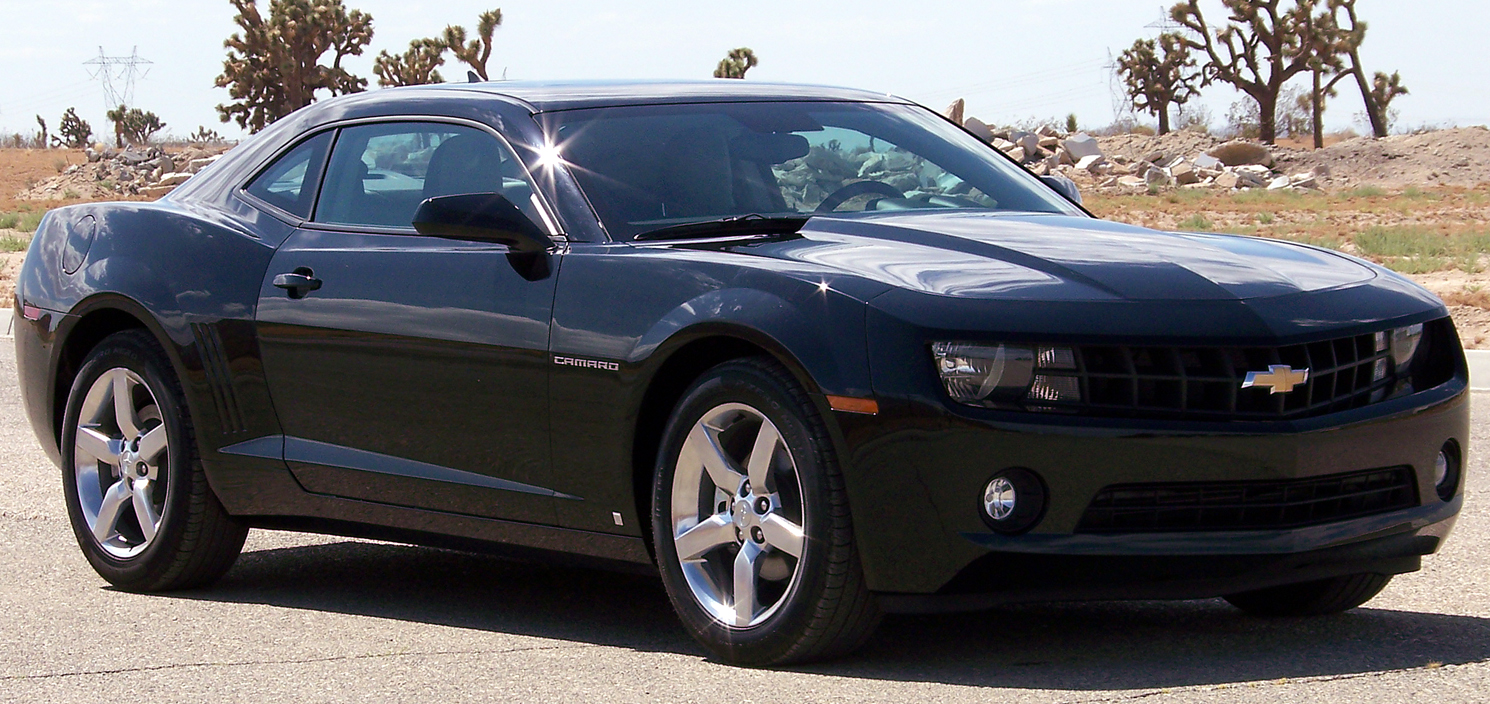
Die fünfte Generation von Chevrolet Camaro wird in Oshawa produziert.

Hier werden Pkws für General Motors gefertigt. Bis 2009 wurde im Werk auch Pick-ups montiert. Das Werk ist eines der größten Autowerke weltweit und Teil des größeren GM Autoplex.
Aktuell produzierte Fahrzeuge in dem Werk sind.:
- Chevrolet Impala Limited
- Chevrolet Camaro
- Chevrolet Equinox
- Buick Regal sowie in den Varianten Regal eAssist und Regal GS
- Cadillac XTS

## Auszeichnungen
Das Werk gewann zahlreiche Auszeichnungen für die hohe Qualität der Produktion, darunter die goldene Werksauszeichnung als das Werk mit der höchsten Ausgangsqualität unter allen Kraftfahrzeug-Produktionsstätten in Nordamerika.